# Station Hoensbroek
Station Hoensbroek is het spoorwegstation van Hoensbroek in de gemeente Heerlen. Het vroegere stationsgebouw uit 1893 was van het standaardtype ZSM, waar er nog maar een van te vinden is (station Landgraaf). In 1971 werd het gebouw gesloopt en in 1975 vervangen door een abri, een kleine wachtruimte.
Op het station zijn kaartautomaten aanwezig. Treinkaarten kunnen in Hoensbroek en elders in Heerlen bij postagentschappen gekocht worden. Verder zijn er fietskluizen, een fietsenstalling en parkeerplaatsen voor auto’s te vinden.
Het station ligt bij de wijk Nieuw Lotbroek, ongeveer drie kilometer van het centrum van het dorp. Naast het station ligt het terrein van FC Hoensbroek.

## Treinverbindingen
De volgende treinserie halteert in de dienstregeling 2025 te Hoensbroek:
| Serie       | Treinsoort         | Route                          | Bijzonderheden |
| ----------- | ------------------ | ------------------------------ | -------------- |
| 32500 RS 15 | Stoptrein (Arriva) | Sittard – Hoensbroek – Heerlen |                |

## Afbeeldingen

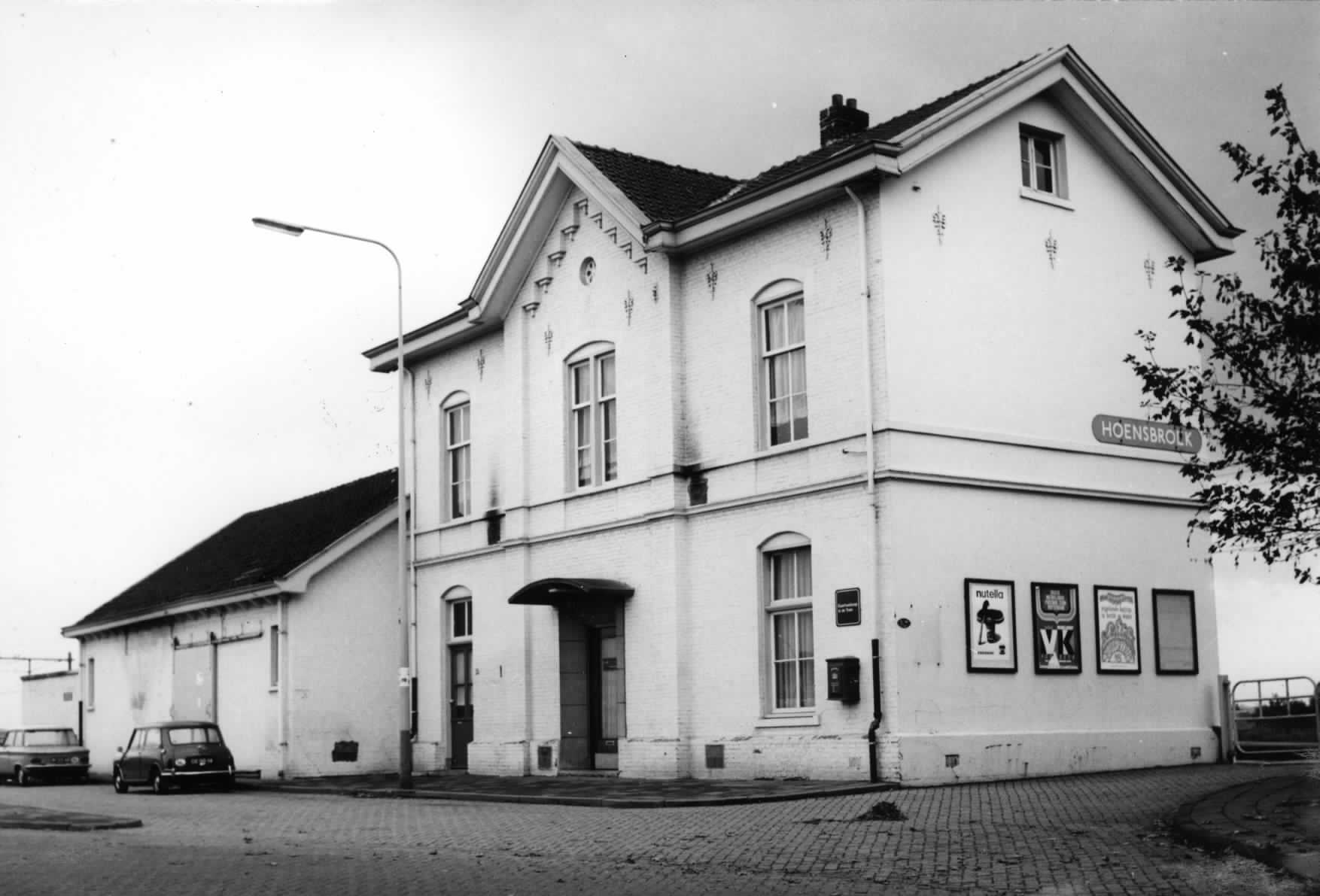
Station in 1970
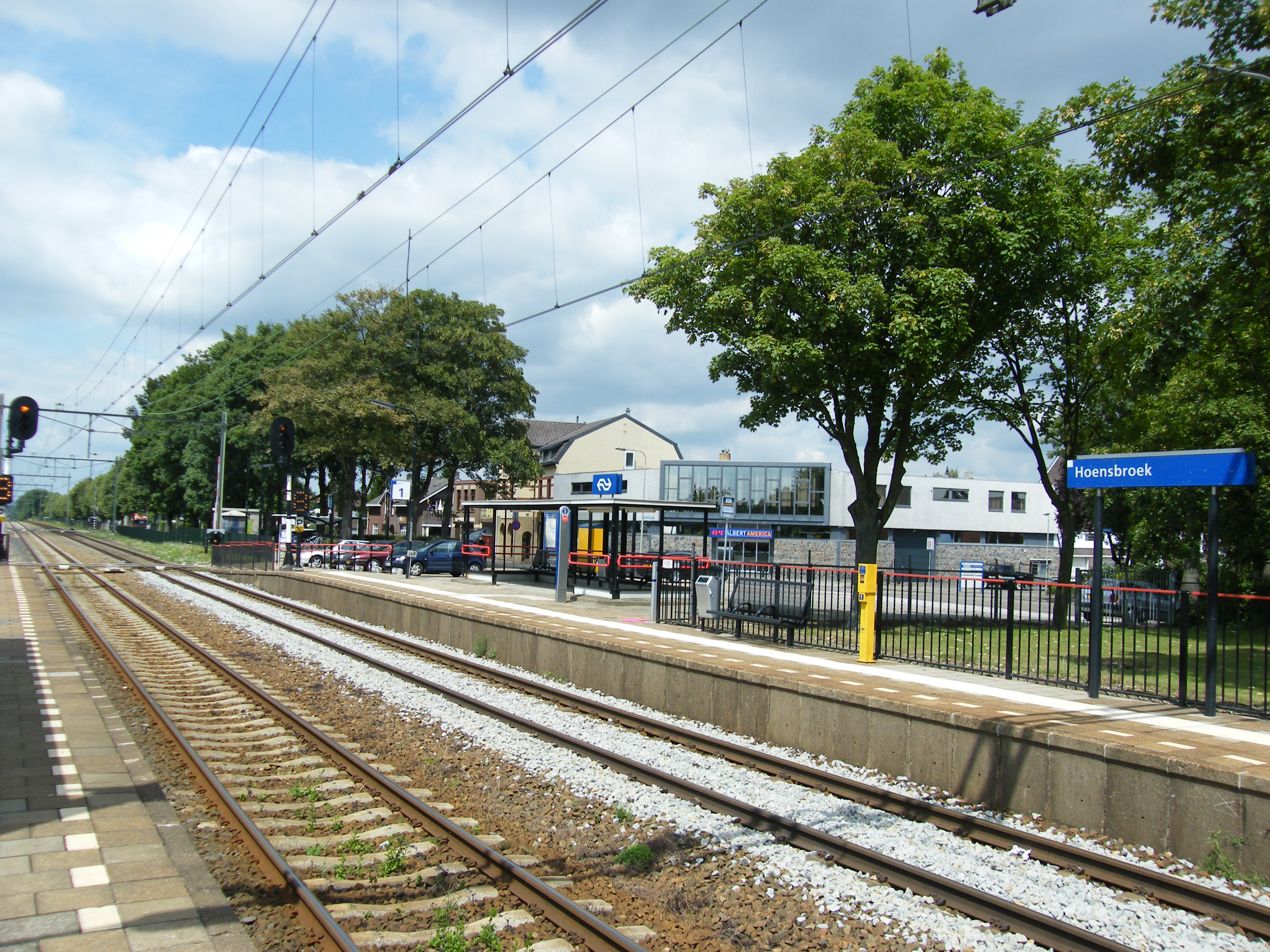
Het station in 2010
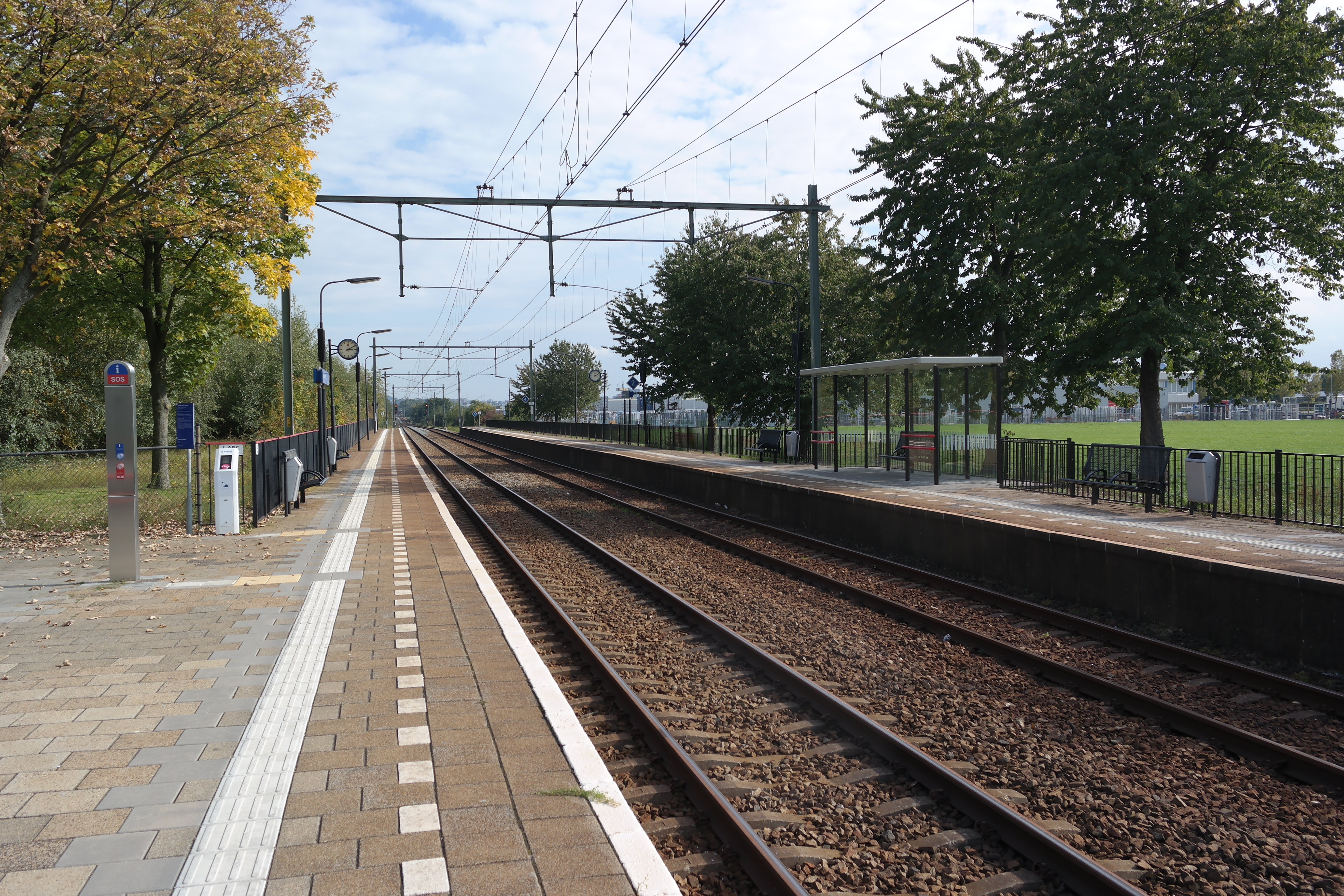
Perrons in 2017
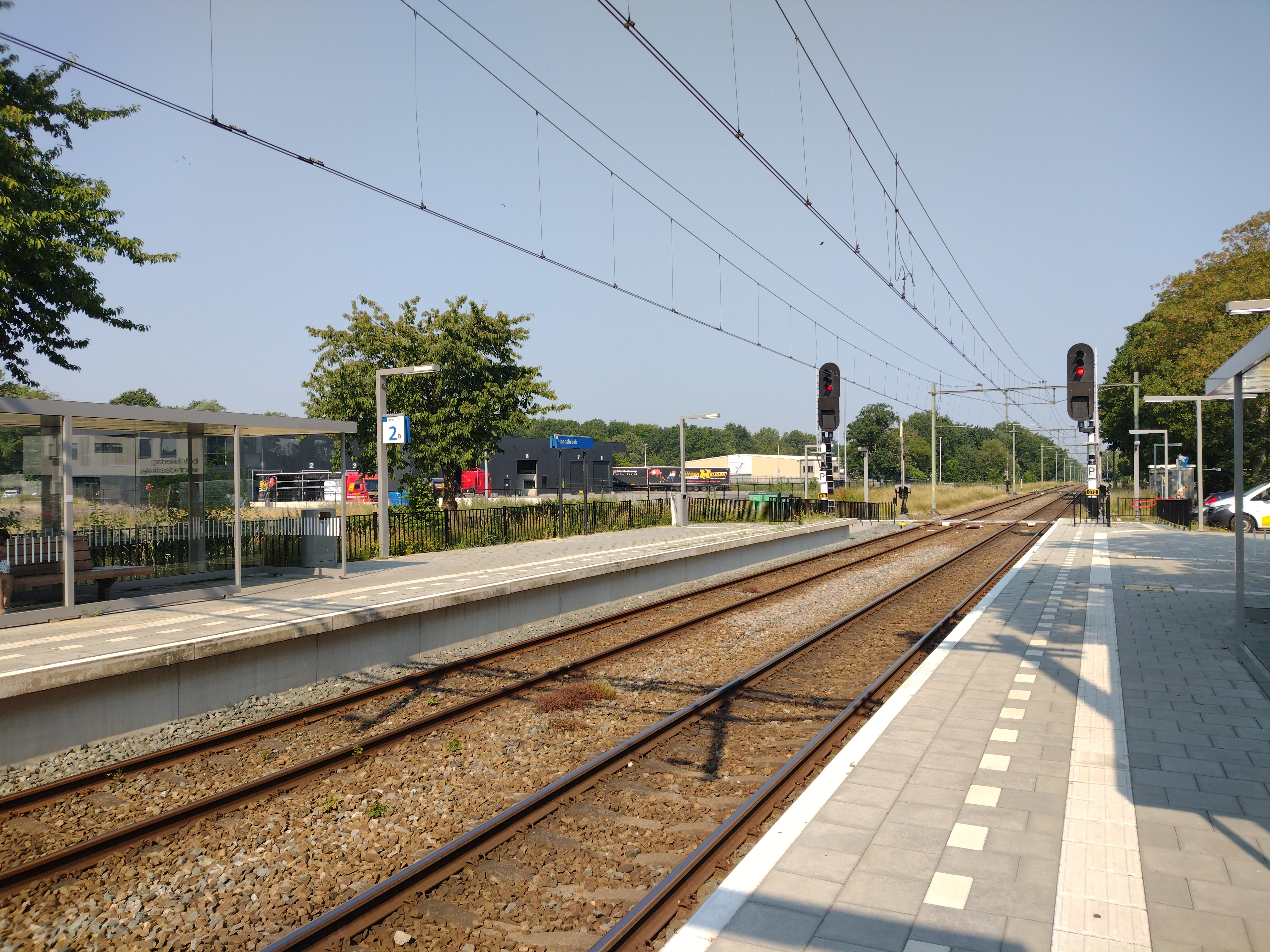
De perrons met spoorwegovergang ertussen
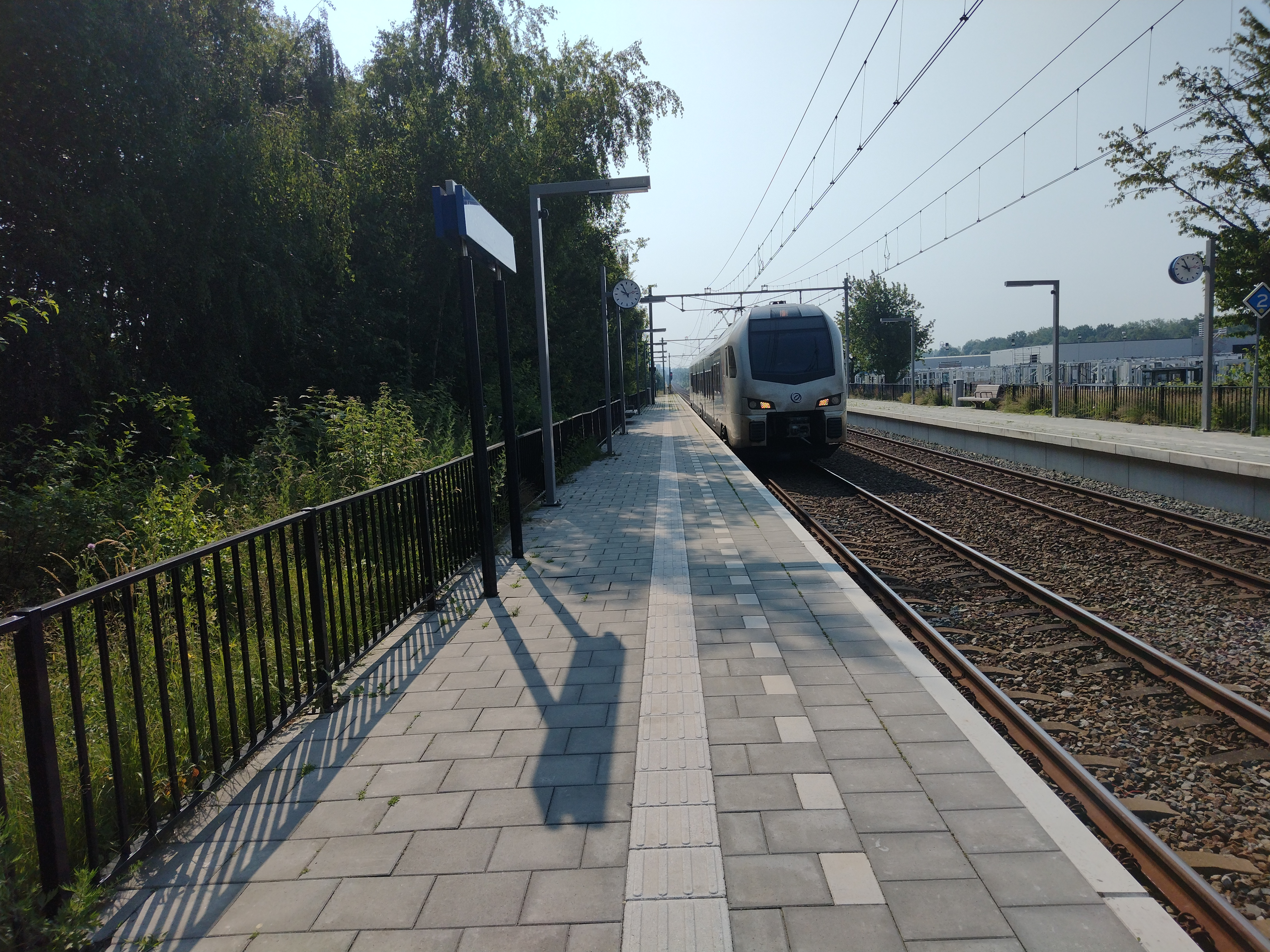
Arriva FLIRT op het station

0: Sittard · 2: Ophoven · 4: 
Geleen Oost · 7:
Spaubeek · 9:
Schinnen · 12:
Nuth · 15:
Hoensbroek · 19:
Heerlen · 20:
Heerlen de Kissel · 22:
Landgraaf · 25:
Eygelshoven Markt · 26:
Kerkrade Rolduc (Haanrade) · 27: Rolduc Lokaal · 29:
Herzogenrath
Beek-Elsloo ·
Blerick · 
Bunde · 
Chevremont · 
Echt ·
Eijsden ·
Eygelshoven ·
-Markt · 
Geleen:
-Lutterade · 
-Oost · 
Heerlen ·
-Woonboulevard ·
Hoensbroek · 
Horst-Sevenum · 
Houthem-Sint Gerlach · 
Kerkrade Centrum ·
Klimmen-Ransdaal · 
Landgraaf · 
Maastricht ·
-Noord · 
-Randwyck · 
Meerssen ·
Mook-Molenhoek ·
Nuth · 
Reuver · 
Roermond ·
Schin op Geul · 
Schinnen · 
Sittard · 
Spaubeek · 
Susteren · 
Swalmen · 
Tegelen · 
Valkenburg · 
Venlo · 
Venray ·
Voerendaal · 
Weert
Voormalige stations: zie de lijst van voormalige spoorwegstations in Limburg (Nederland)